# Palazzo Canevari

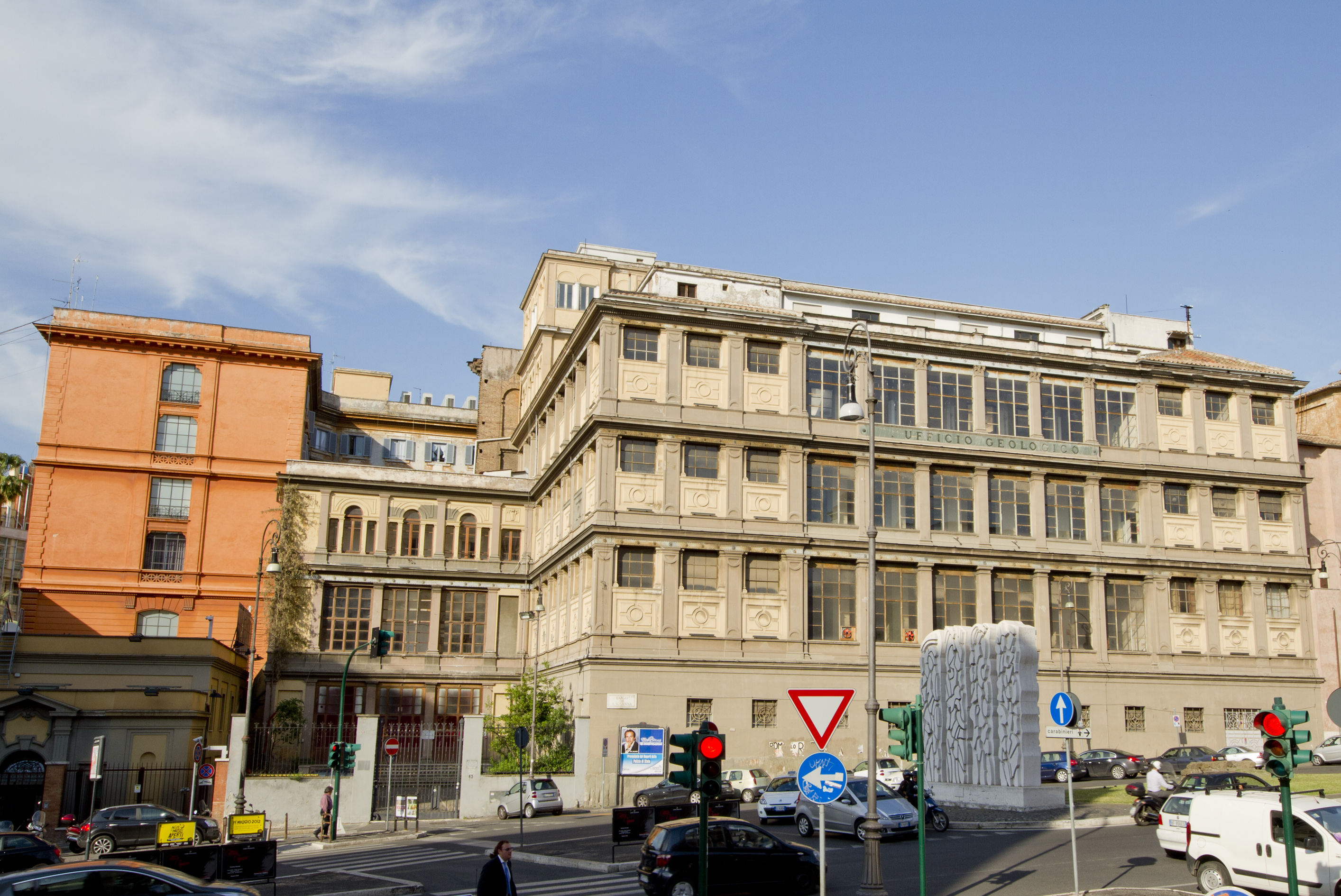
Vista do palácio a partir do Largo di Santa Susanna.

Palazzo Canevari é um palácio localizado no Largo di Santa Susanna, no rione Sallustiano de Roma, conhecido por ter sido por muitos anos a sede do Istituto Geologico de Roma. Por causa disto é conhecido também como Palazzo dell'Ufficio Geologico.

## História
O edifício foi projetado e construído pelo engenheiro Raffaele Canevari entre 1873 e 1879 por ordem de Quintino Sella para abrigar o Museo Agrario Geologico de Roma no local onde antes ficava o convento da vizinha igreja de Santa Maria della Vittoria. Por cento e dez anos, o palácio abrigou e exibiu, por detrás dos grandes vitrais em estilo art nouveau na fachada, as coleções de minerais, mármores, fósseis de animais, plantas, madeiras, micro-organismos  e esqueletos humanos das diversas eras que caracterizaram a história geológica da Itália. Utilizando técnicas inovadoras, Canevari reutilizou paredes preexistentes do século XVII e criou espaços de exibição formados por salas suportadas por pilares de ferro fundido para acomodar as coleções, que eram exibidas em urnas, mostruários, prateleiras especialmente construídas, e uma esplêndida galeria circundando um vasto salão para consulta e manuseio das obras. A inauguração do palácio, em 3 de maio de 1885, considerado um dos primeiros exemplos do estilo art nouveau em edifícios públicos, foi um evento de grande repercussão na Itália e contou com a presença do próprio rei Humberto I da Itália. Em 1887, o próprio Canevari comandou a construção de um ático no edifício central com a construção de uma galeria no piso do terraço ligando as extremidades das duas alas laterais.
Em 1995 foi aprovada uma reforma do edifício e as coleções acabaram em centenas de caixas amontoadas num depósito ao lado da Estação Termini. Contudo, em 2003, o projeto do Polo museale nazionale delle Scienze della Terra, que seria sediado no próprio Palazzo Canevari, foi cancelado e o Ministério do Tesouro decidiu securitizar o edifício para privatizá-lo sem definir claramente o destino dos mais de 150 000 itens da coleção. O imóvel foi adquirido pela Fintecna SpA e depois pela Residenziale Immobiliare 2004 SpA, controlada pela Fintecna Immobiliare SpA. Em 2012, as caixas com a coleção foram transferidas para um outro depósito aos cuidados do Istituto superiore per la protezione e la ricerca ambientale.
Para complicar ainda mais a história do edifício, em 2003, algumas escavações sob o grande salão central descobriram um complexo monumental da época do Reino de Roma, no século VI a.C., que se estendia até o monte Quirinal. Inicialmente apenas escavações de arqueologia preventiva foram realizadas, mas depois o superintendente Adriano La Regina conseguiu a permissão definitiva para escavar no local. A situação em 2015 era que o edifício continuava abandonado, com apenas algumas obras em andamento.